# The Nice
The Nice a fost o trupă Engleză de rock progresiv din anii '60, recunoscută pentru abordarea unui rock în care se găseau și elemente de jazz și muzică clasică. Albumul lor de debut, The Thoughts of Emerlist Davjack, a fost lansat în 1968, fiind foarte apreciat. Este adesea considerat ca fiind primul album de rock progresiv.
The Nice era formată din claviaturistul Keith Emerson, basistul/vocalistul Lee Jackson, bateristul Brian Davison și chitaristul David O'List, mai cunoscut ca și "Davy". Formația și-a luat numele din sugestia cântăreței de jazz P. P. Arnold care a sugerat ca grupul să se numească "P. P. Arnold and Her Naz", aceștia fiind pentru un timp trupa de fundal a artistei. Ulterior numele a fost scurtat la "The Nice" .